# Schizotetranychus protectus
Schizotetranychus protectus är en spindeldjursart som beskrevs av Meyer 1965. Schizotetranychus protectus ingår i släktet Schizotetranychus och familjen Tetranychidae. Inga underarter finns listade i Catalogue of Life.